# Tiếng Nùng Vẻn
Tiếng En (tên tự gọi: aiɲ53 hoặc eɲ33ʔ, còn được gọi là Nùng Vẻn) là một ngôn ngữ thuộc ngữ chi Kra nói tại Việt Nam. Trước khi được phát hiện vào năm 1998, tiếng En không được phân biệt với tiếng Nùng (một ngôn ngữ  thuộc nhóm Tai Trung tâm có liên quan mật thiết với tiếng Tráng). Vào cuối những năm 1990, nhà ngôn ngữ học người Việt là Hoàng Văn Ma lần đầu tiên nhận ra rằng đó không phải là ngôn ngữ Thái, kết quả của cuộc thực địa đã phân biệt tiếng En là một ngôn ngữ riêng biệt. Các nhà nghiên cứu đã xác định tiếng En là một ngôn ngữ thuộc nhóm Bố Ương.
Người nói tiếng En (Nùng Vẻn) sống ở miền bắc Việt Nam gần biên giới với huyện Tĩnh Tây, Quảng Tây. Năm 1998, người Nùng Vẻn đã được tìm thấy ở cách 12 km về phía đông của huyện Hà Quảng, Cao Bằng.

## Âm vị học
Tiếng En có 6 thanh điệu: / ˥˦, ˨˦˧, ˧˧˨, ˧, ˨˩˨, ˧˨ / (/ 54, 243, 332, 33, 212, 32 /).